# Coleophora picardella
Coleophora picardella is een vlinder uit de familie kokermotten (Coleophoridae). De wetenschappelijke naam is voor het eerst geldig gepubliceerd in 1934 door Suire.
De soort komt voor in Europa.